# General Plutarco Elías Calles
General Plutarco Elías Calles är en kommun i Mexiko.   Den ligger i delstaten Sonora, i den nordvästra delen av landet, 1 900 km nordväst om huvudstaden Mexico City.
Följande samhällen finns i General Plutarco Elías Calles:
- Sonoyta
- Colinas de Sonoidag
- La Nariz
- Adolfo López Mateos
- Valdez